# 1worldspace
1worldspace, anteriormente conhecido como WorldSpace, é uma quase, mas ainda não totalmente extinta empresa que presta serviço de rádio com rede via satélite que, em seu auge prestava serviços para mais de 170 mil assinantes no leste e no sul da África, Oriente Médio e grande parte da Ásia, com 96% provenientes da Índia. A Timbre Media junto com a Saregama India planeja relançar a empresa.
O destino final dos serviços originais de rádio por satélite da Worldspace ainda permanece um mistério. Apesar de insolvência muito público da empresa e da liquidação de todas as suas várias entidades comerciais em 2008-2009, Os satélites AfriStar e AsiaStar da empresa permanece em órbita geoestacionária. Atualmente, os canais WRN 1 e WRN 2 podem ser recebidos com áudio através do AfriStar. No AsiaStar, existem dois canais de radiodifusão (o antigo Maestro channel e Sai Global Harmony, que é um canal religioso indiano). A base comercial precisa em que os satélites AfriStar e AsiaStar atualmente continuam a ser mantidos em trabalho em órbita de satélite da Intelsat não é conhecido no momento presente.
A empresa foi rentável na Índia, com 450 mil assinantes.

## Satélites
| Satélite    | Fabricante            | Data do lançamento    | Veiculo de lançamento | Estado           | Nota                                              |
| ----------- | --------------------- | --------------------- | --------------------- | ---------------- | ------------------------------------------------- |
| AfriStar    | Alcatel Space Astrium | 28 de outubro de 1998 | Ariane-44L H10-3      | Ativo            | [ 4 ]                                             |
| AsiaStar    | Alcatel Space Astrium | 21 de março de 2000   | Ariane-5G             | Ativo            | [ 4 ]                                             |
| AfriStar 2  | Alcatel Space Astrium | Não foi lançado       |                       | Em armazenamento | Anteriormente denominado de CaribStar e AmeriStar |
| WorldStar 4 | Alcatel Space Astrium |                       |                       | Cancelado        | [ 4 ]                                             |